# Lišice (okres Hradec Králové)
Obec Lišice (německy Lischitz) se nachází v okrese Hradec Králové, kraj Královéhradecký. Žije zde 159 obyvatel.
Mezi obcemi Nepolisy, Lužec nad Cidlinou a Lišice je umístěn radar české armády typu RAT 31-DL, který je součástí společného a integrovaného systému protivzdušné obrany členských států NATO (NATINADS).

## Historie
První písemná zmínka o obci pochází z roku 1394.